# 고려대학교 총학생회
고려대학교 총학생회(高麗大學校 總學生會)는 애초에 이승만 정권이 “학생층의 사상통일과 단체적 훈련을 강화하여 애국심 함양시키고 국가에 헌신봉사함을 목적”으로 하는 학도 호국단을 모체로 하고 있다. 그러나 4·19 혁명의 하루 전인 1960년 4월 18일 고려대학교 학생들은 이승만 정권에 반대하는 시위를 벌인 후, 4월 30일 학도 호국단 탈퇴를 선언하였다. 이후 같은 해 11월 12일 학생들만의 자치기구인 총학생회가 정식 발족하게 되었다.

## 대한민국 사회에 대한 고대 총학의 영향

### 이승만 정부
고려대 학생들은 4·19 혁명의 하루 전에 이승만 정권 반대 시위를 선도적으로 수행하였다. 이 성과를 바탕으로 학도호국단이 아닌 정식 총학생회가 발족하게 되었다. 지금도 고려대 총학생회에서는 이 날을 기념하여 419 혁명 성지를 방문하는 "4·18 구국대장정" 행사를 주최하고 있다.

### 박정희-전두환-노태우 정부
고대 총학생회를 비롯한 학생운동 세력은 박정희, 전두환 정권 기간 동안 반정부 활동을 주도하였다. 고대 총학생회가 주도한 것으로는 1964년 6월 3일 한일국교정상화회담 반대 시위가 대표적이다.
당시 김종필 공화당 의장이 한일국교정상화회담을 위해 일본으로 건너가자 6월 3일 정오를 기해 대표적으로 이명박 당시 고려대 상대 학생회장 등의 주도하에 고려대, 연세대, 서울대생 외에 서울 18개 대학 1만5천여 명 등 총 3만 명가량이 거리로 몰려나와 격렬한 시위가 벌어졌다. 이로 인해 계엄령까지 선포되었으며, 이명박 등 주도자들은 체포되었다.
이후에도 고려대학교 총학생회의 반정부 투쟁은 계속되었으며, 권위주의 정권들은 고려대 총학생회를 탄압하기 위해 학내에 형사를 배치하고, 총학생회의 정치적인 발언권을 제한하였다. 하지만 고려대 총학생회는 이에 굴복하지 않고, 총학생회 조직을 지켰으며, 2010년까지 이어지고 있다.

### 김대중 정부
2000년 10월 김영삼 전 대통령이 행정학과 함성득 교수의 초청으로 고려대학교에 방문했다. 그러나 고려대 총학생회는 정문 앞에서 김영삼 전 대통령의 방문에 항의하는 차원에서 입장을 가로 막았다. 이 때문에 김영삼 전 대통령은 자가용 안에서 장시간 기다렸으나 입장하지 못했다. 그 뒤 고려대측에서 김영삼 전 대통령에게 재차 강연을 부탁해 특강이 성사됐다.

### 노무현 정부
참여정부 시절인 2005년, 이건희 삼성그룹 회장은 고려대학교에 명예 철학박사 학위를 수여받기 위해 방문하였다. 고려대 총학생회는 이건희의 편법상속, 노동자 탄압 등을 비판하며 학위수여 저지 투쟁을 벌였다. 외부인들은 이 사건이 총학생회가 한 것으로 인식하고 있지만, 교내에서는 문과대 학생회와 다함께라는 노동운동 단체에 속한 학생들이 한 행동으로 인정되고 있다.

### 이명박 정부
이명박 정부가 들어선 2008년의 고려대 총학생회는 비운동권 학생회였다. 하지만 사회 참여를 하지 않을 것이라는 비운동권에 대한 일반적 시각과 달리, 고려대 총학생회는 미국산 쇠고기 협상 반대 시위에 적극 참여했다. 이 과정에서 총학생회장과 부총학생회장이 경찰에 연행되기도 하였다.

### 박근혜 정부
2013년 10월 30일, 46대 총학생회는 대한민국 국가정보원 여론 조작 사건에 대한 철저한 수사를 촉구하는 시국선언을 발표했다. 당시 총학은 국정원의 대선 개입을 비판하며, 정부와 여당이 사건을 덮는데 급급하고 있다고 비판했다. 아울러 46대 총학은 사법당국의 철저한 수사와 청와대의 수사 외압 중단 등을 요구했다.

## '비운동권' 총학생회의 등장

### 등장 배경
고려대학교에서 비운동권의 등장은 다른 대학교와 큰 차이는 없었다. 그러나 2002년에 '비운동권'을 내세운 총학생회가 사실 보수주의적인 성향임이 밝혀진 이후, 한동안 학생운동 세력이 총학생회에 당선되었다.
그러던 2004년과 2005년 고려대에서는 두 차례의 큰 일이 있었다. 2004년에는 등록금 인상에 반대하는 학생들이 학교 본관을 1달가량 점거하는 일이 있었다. 2005년에는 이건희 회장에 대한 명예철학박사학위 수여를 반대하는 학생들이 이 회장의 수여식 진입을 저지하는 시위를 벌였다.
이런 일이 있은 이후 고려대학교 학생 사회 내부적으로 학생운동 성향의 총학생회를 비판하는 시각이 생겨났다. 기존 학생운동 세력에 비판적인 학생들은 급기야 2005년에 '고대공감대'라는 이름으로 총학생회 선거에 도전하였다. 그러나 2005년 선거는 투표율 회칙을 만족시키지 못하여 무산되고, 다음 해 3월의 재선거는 '고대공감대'가 등장하지 않았다.
재선거 이후 2006년 4월 고려대 학생 출교 논란이 불거지면서 다시 학생운동에 대한 비판적인 시각이 등장하였다. 고대공감대 선본에 많이 참여하였던 공과대학 학생들을 중심으로한 '고려대학교를 사랑하는 사람들'의 학생들은 징계 학생들에게 학교 당국에게 먼저 사과하라며 학교 당국의 징계를 찬성하였고, 학내 곳곳에 대자보와 유인물을 뿌린 후, 징계 학생을 비판하는 학내 집회를 열었다.
이후 이 운동에 참여한 학생들이 중심이 된 '고대공감대'가 2007년, 2008년 2년간 고려대학교 총학생회에 선출되었다. 2008년 11월에 열린 총학생회 선거에서도 '고대공감대 2009' 선본으로 출마하였으나, '젊은 고대, 깨어나다!' 선본이 당선됨으로써 낙마하였다. 1년 후인 2009년 11월에 열린 총학생회 선거에서는 '2010소통시대' 선본으로 출마하여, 특히 이공계 쪽에서의 높은 지지율을 바탕으로 하여 다른 세 선본을 제치고 당선하였다.

### 차이점
공감대의 등장 이전인 2002년에도 '비운동권'을 기치로 내건 학생들이 총학생회에 당선된 적이 있었다. 그러나 2002년 총학생회는 자신에 비판적인 학내 언론을 몰수하고, 이후 보수주의 단체와의 연관성이 밝혀지는 등의 모습을 보였다.
고대공감대 학생회(2007~2008)는 기존 학생운동 진영과 자신들을 구별하는 한편, 2002년의 보수주의 세력과도 자신을 구별지었다. 2007년, 2008년 2년동안 고대공감대는 등록금 투쟁을 전면으로 내걸었으며, 실제로 2008년 등록금 동결에도 일정부분 기여하였다. 또한 2008년 총학생회는 이명박 정부를 비판하는 촛불집회에 적극 참여하여 총학생회장과 부총학생회장이 체포되기도 하였다.
또한 이들이 집중한 부분은 학내 복지사업이다. 기업의 후원을 적극적으로 활용하고 볼거리와 놀거리가 많은 축제등 다양한 학내 행사를 꾸미는 한편, 사소하지만 생활에 도움이 되는 여러 가지 복지 공약을 내걸었다. 대표적인 실현 공약에는 온라인 커뮤니티 고파스 제작, 자취주거 정보 안암골택리지 발간, 고대생 멤버십 카드 발급, 하나은행 ATM 수수료 무료화 등이 있다. 반면, 지나치게 학내복지에 신경을 쓰다보니 기존에 학생복지를 담당하던 학생복지위원회와의 충돌이 잦았고, 학생사회의 당면과제를 제대로 풀어내지 못했다는 비판이 존재한다.

## 43대 총학생회 선거 논란
'함께, 멀리', 'Movin, Movin!', '희망충전', '2010소통시대'(추천인 순) 네 선본이 경합하였던 2010년 43대 총학생회 선거는 선거 초기에는 그다지 논란이 일지 않았으나, 중반기로 접어들면서 다양한 논란이 펼쳐졌다.

### 중앙선관위원회의 운영 미숙

#### 모바일 투표 논란
당초 모바일 투표는 41대 ~ 42대 총학생회 선거 당시 실시되어 투표율을 높이는데 효과적이었다. 그러나 중선관위원장이었던 정태호가 모바일투표 비용이 950만원이어서 예산이 모자라 진행할 수 없다고 하여 하지 않기로 일단락되었다. 그러나 이후 더 싼 가격을 제시한 업체가 있었다는 것과 선거 예산으로 남았어야 할 예산이 없었다는 점이 밝혀져 논란이 재점화되었다. 결국 중선관위 회의를 통해 모바일투표를 시행하고, 모자라는 예산은 다음 대의 총학생회 예산에서 제하기로 결정되었다.

#### 기타
한편 경고 조치를 받아 사과문을 작성하여 검사 후 부착해야 했던 함께 멀리는 검사를 받으러 총학생회실에 갔으나 정태호 중앙선거관리위원장은 문을 잠근 채 늦잠을 자고 있었고, 그에 따라 당초 예정되었던 노벨광장에서의 합동유세가 무산이 되었다. 이는 함께 멀리 측의 반발을 불러일으켰고, 중앙선관위원위장이 사과하고 사과 대자보를 붙이는 것으로 일단락되었다. 이후 이러한 논란 때문에 법대 측 선거관리위원이었던 박경선이 중선관위장 탄핵을 발의하였으나, 찬성 2, 반대 4, 기권 7로 부결되었다.

### 네거티브 논란

#### 함께, 멀리 관련
선거 중반부로 접어들던 시기에, '함께멀리 측 부후보가 공대 학생회 선거 뒤풀이 자리에서 공대 선관위에게 양주를 사주겠다고 회유했다'는 음해성 글이 학생 커뮤니티인 '고파스' 익명게시판(솔직담백Talk)에 등록되었다. 해당 글에 대하여 이용자들은 '네거티브'성 포스팅을 그만하라며 해당 사용자를 비판하였으나, 그 후 자유게시판인 호랑이게시판에 '미스터킴'이라는 사용자가 이와 관련한 글을 올리면서 논란이 심화되었다. 그러나 이에 대해서 증거를 제시하라는 이용자들의 의견에 피드백을 제대로 하지 않고 '그렇게 들었다' 식으로 일관하여 신뢰를 받지 못하였고, 오히려 당시 동석하던 공대 선관위원 중 한 명(우쭈쭈쭈쭈)이 댓글로 '술을 마시다가 양주 얘기를 하긴 했지만 선거운동을 대가로 양주를 사준다느니 했던 것은 사실과 관계 없습니다. '라고 해명하였다. 또한 당사자인 부후보가 학내언론인 KUBS와 해명인터뷰를 가져 네거티브성 루머는 진화되는 듯하였다.
그러나 이후 연합뉴스 소속의 황 모 기자가 정치권 타락상 닮아가는 대학 총학선거(종합)라는 이름으로 기사를 작성하여 작성 당시 동아닷컴 메인에 올라가는 등 다시 논란이 불거졌다. 그러나 이 기사는 초기 루머에도 없던 '룸살롱 대접'이라는 근거가 전혀 없는 내용이 실리고, 고려대학교 학생만이 출입할 수 있는 익명게시판의 글을 따온 점 등 기자에 대한 비판이 고려대 커뮤니티인 고파스 등에서 제기되었고 해당 선본 측에서 이에 대해 성명서를 작성하여 배포하였으며 정정보도를 요청하였다. 이후 익명게시판에 함께, 멀리의 반박문이 실렸다.

#### 소통시대 관련
소통시대의 정후보가 민주당의 18대 국회의원인 전병헌의 딸인 것을 고파스의 한 이용자가 지속적으로 제기하여, 이 내용을 가지고 동아일보가 “국회의원 아버지 왜 안밝혔나” 총학선거에 때아닌 ‘연좌제’ 논란 라는 이름으로 비판적 기사를 내걸었다. 이후 지만원 등도 비판적 요지의 글을 걸었으나 이후 해당 선본에서 반박문을 내걸었다.

#### 소통시대 사찰 사건
한편, 소통시대가 고려대총학생회를 잡고 있는 동안 자신들이 운영하는 학내 강의평가사이트를 통해 일상적으로 '학생사찰'을 해왔다는 주장이 제기돼 파문이 있었다.
이들은 고려대 커뮤니트 사이트인 고파스에 자신들에게 비판하는 글을 올린 학생들의 학번, 이름 등 개인 정보를 열람한 뒤 이를 자신들의 내부 커뮤니티에서 공유한 것으로 알려져 학생들을 사찰해왔다는 의혹을 받았다. 이 같은 사건이 번지면서 임시전학대회에서 총학생회장단에 대한 징계안건을 상정됐다.
탄핵 투표는 최종 투표율 미달로 무산되었다. 탄핵 총투표에는 약 5천명의 학생이 참가했다. 소통시대는 2341표를 득표하여 당선됐었다.

#### 기타
두 선본 측에 지속적인 네거티브성 비판을 가하던 닉네임 '미스터킴'(2009년 11월 26일 가입), 'RoyalMT' 등은 선거 종료일시였던 2009년 12월 4일 이후 현재까지 커뮤니티 내부에서 활동이 없는 상태이다. 한편 이용자 'RoyalMT'는 42대 총학생회 선거에서도 당시 '고대공감대2009' 선본에 대해서도 네거티브성 비판을 가했던 전력이 있다.

### 후보 협박 논란
투표 마지막날었던 12월 4일, 당시 경영대 투표 장소에 있던 함께 멀리 부후보에게 41대 총학생회장이자 소통시대 선본원이었던 정수환이 협박을 가했다는 기사가 올라왔다. 이에 대해 정수환은 '오해다. 선거 막바지이었기 때문에 친한 사이라 격려차 방문하였다.'라고 해명하였다. 함께 멀리 측에서 탄원서가 제출되어 이 문제에 대한 해결을 위하여 중선관위 회의가 펼쳐져, 12시간을 넘는 회의 끝에 소통시대에는 경고 1회, 함께 멀리 선본에 대해서는 주의 1회 조치의 결정이 내려졌다.

## 2013년에 치러진 47대 선거의 부정선거 논란
2014년 11월 2일, 지난해 선거에서 고대공감대 선거운동본부장 신강산이 고대공감대 선본의 부정선거를 폭로했다. 이로 인해 총학생회장과 부총학생회장은 47대 총학생회장 선거과정의 부정선거가 폭로된 이후 11월 5일 고려대를 자퇴하였으며 45대와 46대 총학생회장은 47대 총학생회장 선거과정의 부정선거에 연루되어 학생회에서 제명되었다. 그리고 고려대 학생중운위는 47대 선거를 무효로 하기로 결정하여 2014년 11월에 치러지는 선거를 47대 선거로 하기로 했다. 결국 치러진 선거는 '지음' 선본이 당선되었고, 47대 총학생회가 되었다.

## 총학생회 소개

### 총학생회 계보
- 아래의 표는 최근의 고려대학교 안암캠퍼스 총학생회의 계보이다.

(각 대학 총학생회 자료 및  고대신문 그리고 고려대학교 총학생회 매트릭스 참조)
|             | 선거 본부 명칭              | 총학생회장         | 부총학생회장     | 관련 단체                              | 정치 성향               |
| 1961년 1대  |                             | 유재홍(상과58)     |                  |                                        |                         |
| 1962년 2대  |                             | 김유진(경제59)     |                  |                                        |                         |
| 1963년 3대  |                             | 류재호(법학60)     |                  |                                        |                         |
| 1964년 4대  |                             | 구자신(경제61)     |                  |                                        |                         |
| 1965년 5대  |                             | 류우길(상과61)     |                  |                                        |                         |
| 1966년 6대  |                             | 서상욱(정외63)     |                  |                                        |                         |
| 1967년 7대  |                             | 조동세(상과64)     |                  |                                        |                         |
| 1968년 8대  |                             | 이철식(물리65)     |                  |                                        |                         |
| 1969년 9대  |                             | 조춘구(경제66)     |                  |                                        |                         |
| 1970년 10대 |                             | 김용덕(사회67)     |                  |                                        |                         |
| 1971년 11대 |                             | 서정규(경영68)     |                  |                                        |                         |
| 1972년 12대 |                             | 김동규(축산69)     |                  |                                        |                         |
| 1973년 13대 |                             | 박득순(법학70)     |                  |                                        |                         |
| 1974년 14대 |                             | 정세균(법학71)     |                  |                                        |                         |
| 1975년 15대 |                             | 이윤세(통계72)     |                  |                                        |                         |
| 1980년 16대 |                             | 신계륜(행정73)     | (신설)           |                                        |                         |
| 1984년 17대 |                             | 김영춘(영문81)     | 허인회(정외82)   |                                        |                         |
| 1985년 18대 |                             | 허인회(정외82)     | 이성봉(행정82)   |                                        |                         |
| 1986년 19대 |                             | 김윤태(사회83)     | 문귀식(경제83)   |                                        |                         |
| 1987년 20대 |                             | 이인영(국문84)     | 최훈(국교84)     | 전국대학생대표자협의회                 | 민족해방                |
| 1988년 21대 |                             | 오영식(법학85)     | 여택수(사회85)   | 전국대학생대표자협의회                 | 민족해방                |
| 1989년 22대 |                             | 이영남(무역84)     | 이보환(재료공86) | 전국대학생대표자협의회                 | 민중민주                |
| 1990년 23대 |                             | 윤진호(산공86)     | 안병일(사회87)   | 전국대학생대표자협의회                 | 민족해방                |
| 1991년 24대 |                             | 최홍재(신방87)     | 이동은(농경제88) | 전국대학생대표자협의회                 | 민족해방                |
| 1992년 25대 |                             | 허영(사회89)       | 허화영(산자89)   | 전국대학생대표자협의회                 | 민중민주                |
| 1993년 26대 |                             | 신창현(언어89)     | 김종대(산자90)   | 한국대학총학생회연합                   | 민족해방                |
| 1994년 27대 |                             | 정재관(정외91)     | 정우성(전기공91) | 한국대학총학생회연합                   | 민중민주                |
| 1995년 28대 |                             | 정태흥(법학91)     | 김성회(지환91)   | 한국대학총학생회연합                   | 민족해방                |
| 1996년 29대 | 사람사랑                    | 이종철(정외92)     | 윤호준(식품공92) | 한국대학총학생회연합                   | 민족해방                |
| 1997년 30대 | 좌파, 젊은 당신의 실천 미학 | 지현찬(서문93)     | 강신현(재료공93) | 한국대학총학생회연합, 전국학생연대회의 | 민중민주                |
| 1998년 31대 | 직접행동                    | 김지욱(경영91)     | 이한별(영문93)   | 한국대학총학생회연합, 전국학생연대회의 | 민중민주                |
| 1999년 32대 | 고대맥박                    | 이강헌(산공95)     | 송범근(교육95)   | 한국대학총학생회연합                   | 민족해방                |
| 2000년 33대 | 코뮤나로드                  | 정동희(기공95)     | 이길수(법학96)   | 전국학생회협의회                       | 민중민주                |
| 2001년 34대 | 다른 미래                   | 김지은(법학96)     | 정우성(국문97)   | 한국대학총학생회연합                   | 민족해방                |
| 2002년 35대 | 최초를 꿈꾸는 사람들        | 손창일(법학95)     | 팽성철(건축98)   | 두레교회                               | 보수주의                |
| 2003년 36대 | Promise with                | 박재익(산공98)     | 김성광(한사99)   | 한국대학총학생회연합, 전국학생연대회의 | 민족해방, 민중민주 연합 |
| 2004년 37대 | KU Together                 | 유지훈(국문00)     | 박주은(국교01)   | 한국대학총학생회연합                   | 민족해방                |
| 2005년 38대 | 강한나라 강한고대           | 유병문(산시정공02) | 안형진(법학02)   | 한국대학총학생회연합                   | 민족해방                |
| 2006년 39대 | 리얼리스트                  | 이유미(독문02)     | 이희태(정외03)   | 전국학생행진                           | 민중민주                |
| 2007년 40대 | 고대공감대                  | 박상하(재료공04)   | 박성민(경영00)   | 없음                                   | 비운동권                |
| 2008년 41대 | 고대공감대 2008             | 정수환(전전전05)   | 박종찬(식자경00) | 없음                                   | 비운동권                |
| 2009년 42대 | 젊은 고대, 깨어나다!        | 정태호(행정05)     | 박재균(물리05)   | 한국대학생연합                         | 민족해방                |
| 2010년 43대 | 2010소통시대                | 전지원(경제05)     | 이송(전전전06)   | 없음                                   | 비운동권                |
| 2011년 44대 | 후마니타스                  | 조우리(사환시공06) | 유지영(정외06)   | 한국대학생연합                         | 민족해방                |
| 2012년 45대 | 고대공감대                  | 박종찬(식자경00)   | 정연기(기계06)   | 없음                                   | 비운동권                |
| 2013년 46대 | 고대공감대                  | 황순영(정외10)     | 배정호(생공07)   | 없음                                   | 비운동권                |
| 2014년      | 고대공감대                  | 최종운(기공11)     | 이나영(국제10)   | 없음                                   | 비운동권                |
| 2015년 47대 | 지음                        | 서재우(산경12)     | 강민구(의학11)   | 없음                                   | 비운동권                |
| 2016년 48대 | 별:자리                     | 박세훈(자전13)     | 안소현(수교13)   | 없음                                   | 비운동권                |
| 2017년 49대 | 이음줄                      | 이승준(심리11)     | 김보혁(정외14)   | 없음                                   | 비운동권                |
| 2018년 50대 | ABLE                        | 김태구(경영12)     | 홍지수(보정관15) | 없음                                   | 비운동권                |
| 2019년 51대 | SYNERGY                     | 김가영(생과13)     | 이진우(사회16)   | 없음                                   | 비운동권                |
| 2020년      | 비상대책위원회              |                    |                  |                                        |                         |
| 2021년      | 비상대책위원회              |                    |                  |                                        |                         |

- 2001년 34대 총학생회장은 최초의 여성 총학생회장이었다.
- 2002년 35대 총학생회는 최초의 비운동권 총학생회로 알려졌으나, 보수주의적 학생운동을 한다는 사실이 알려졌다. 한편 40대, 41대 총학생회는 스스로를 여타 정치집단과 무관한 진정한 비운동권이라고 내세우고 있다.
- 2005년 38대 총학생회장은 2011년 국가보안법 위반으로 연행되었다.
- 2008년 41대 부총학생회장은 재학생 커뮤니티 고파스의 운영자이며, 한국 대학 커뮤니티 협회 UCAN의 초대 회장을 역임하였다. 또한, 2012년 45대 총학생회장 선거에 정후보로 재출마해 당선되었다.
- 2009년 42대 총학생회장은 2011년 민노당 전국 학생위원장을 맡고 있다.
- 2010년 43대 총학생회장의 부친은 민주당 전병헌 국회의원으로, 당해 총학 정책 및 사업 추진이 민주당의 행보와 닮았다는 평가를 받고 있다.
- 2011년 44대 총학생회장은 한국대학생연합 의장 출마를 선언하였으나, 전체학생대표자회의에서 부결되어 무산되었다.
- 2009년 42대 부총학생회장은 44대 총학생회에서 사무국장을 역임중이다.
- 2008년 41대 부총학생회장은 45대 총학생회장 선거에서 정후보로 재출마해 당선되었다.
- 2014년 당시 47대 총학생회장과 부총학생회장은 2014년 47대 총학생회장 선거과정의 부정선거가 폭로된 이후 11월 5일 자퇴하였으며 선거 무효가 결정되었다.
- 45대와 46대 총학생회장은 2013년에 치러진 47대 총학생회장 선거과정의 부정선거에 연루되어 학생회에서 제명되었다.
- 2015년 47대 총학생회는 부정선거 방지 학생자치에 대한 지속적인 논의와 함께, 장기적으로는 제도적인 개혁안을 마련하는 것을 목표로 하는 중앙운영위원회 산하 특별위원회를 설치했다.

### 총학생회의 정치활동
고려대학교 총학생회의 시작이 이승만 정권에 대한 반대였듯, 고려대학교 총학생회는 전통적으로 정치, 사회적인 문제에 큰 관심을 많이 기울인 편이다. 전통적으로 고려대학교 총학생회는 전대협과 한총련 등의 활동을 주도하며 많은 학생운동가들을 배출하였다. 민주노동당 창당 이후에는 민주노동당과 직, 간접적으로 관계를 맺은 총학생회가 여러차례 있었다. 이처럼 고려대 총학생회는 민족해방(NL)계열과 민중민주(PD)계열 양측에서 학생운동 정파의 주축을 이루어왔다.
그러나 1996년 한총련의 연세대사태, 1997년 IMF로 인한 취업난, 2000년대 김대중-노무현 정부 등장으로 총학생회의 대외 정치활동은 크게 줄어들었다. 2007년, 2008년에는 연속으로 비운동권 총학생회가 당선됐다. 2008년 당선된 비운동권 총학생회는 미국산 쇠고기 수입 논란과 같은 사회적으로 중요한 문제에 앞장섰지만, 2009년에는 다시 운동권 총학생회가
당선됐다.

### 총학생회장단 선거 절차
- 총학생회 선거는 전해 11월 경 고려대학교 안암캠퍼스와 세종캠퍼스에서 각각 실시된다.
- 총학생회 선거에 나가는 후보는 선거본부를 구성하여, 총학생회장-부총학생회장이 한 팀을 이룬다.
- 투표 기간은 3일이며, 3일 동안 재학생의 33% 이상의 투표로 총학생회장단을 결정한다.
- 투표 기간 동안 33%의 투표율에 미치지 못할 경우, 선거관리위원회와 각 단과대학 대표자들간의 협의를 통해 연장투표가 가능하다. 그러나 연장투표를 통해서도 33%의 투표율이 되지 못한 경우나 총오차가 5% 이상일 경우, 다음해 3월 총학생회 재선거를 치르게 된다.
- 선거관리위원회는 회칙에 의거하여 전대 총학생회장이 위원장을 맡고 전대 단대 학생회장들이 위원을 맡아 활동한다.